# Ibn Tibbon

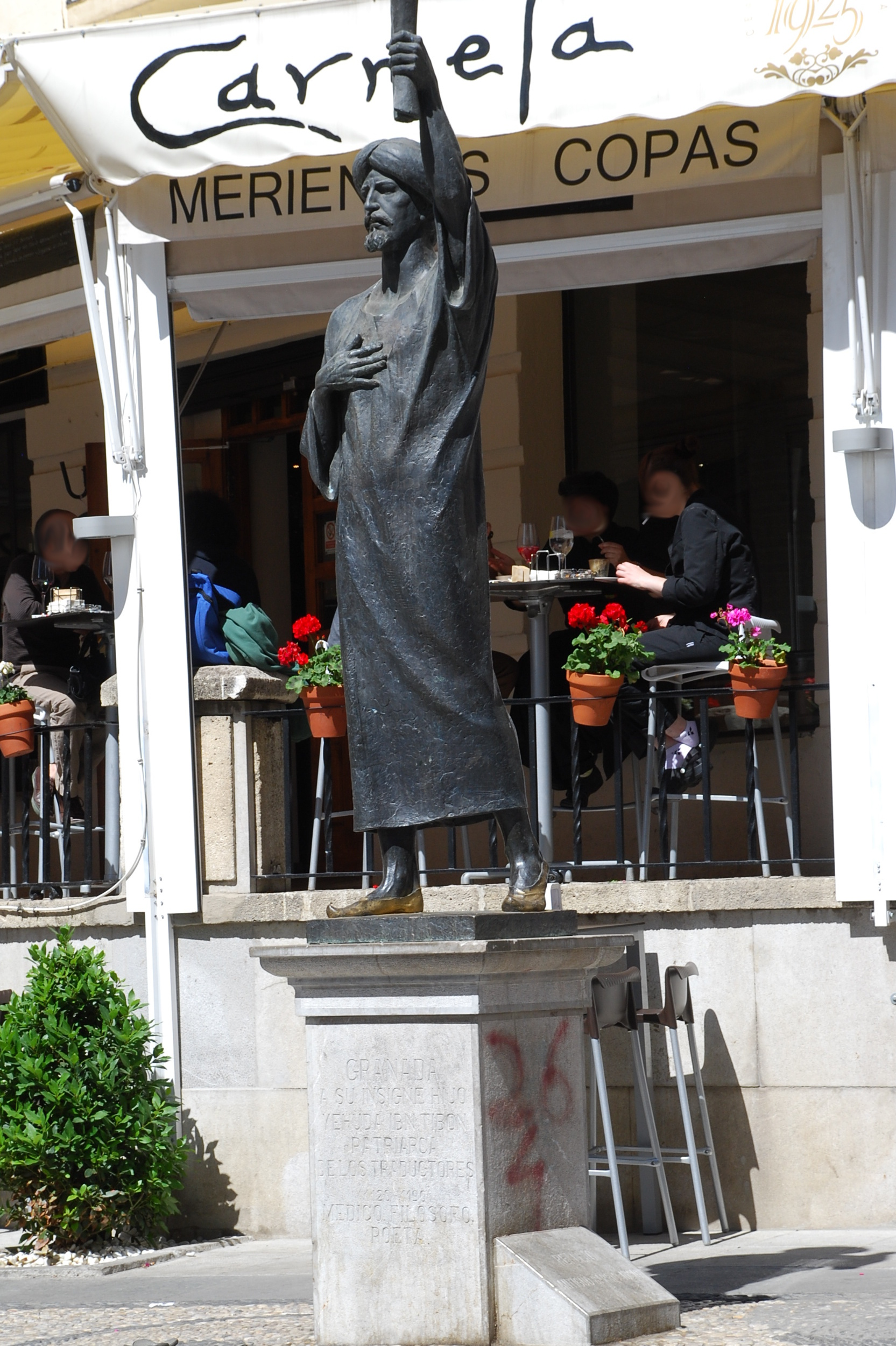
Statua di Judah ben Saul ibn Tibbon a Granada

Ibn Tibbon è stata una famiglia ebrea di rabbini e traduttori, soprattutto dall'arabo all'ebraico, vissuta nel XII e XIII secolo prevalentemente in Provenza.

## Membri conosciuti della famiglia
- Judah ben Saul ibn Tibbon (Granada, 1120 - Marsiglia, dopo il 1190).
- Samuel ben Judah ibn Tibbon, figlio del precedente (Lunel 1150 - Marsiglia 1230).
- Jacob Anatoli, cognato di Samuel (Marsiglia 1194 - 1256).
- Moses ibn Tibbon, figlio di Samuel (Marsiglia 1240 - 1283).
- Giuda ibn Tibbon, figlio del precedente.
- Samuel ben Moses ibn Tibbon, fratello del precedente.
- Jacob ben Machir ibn Tibbon, cugino dei due precedenti (Marsiglia 1236 - Montpellier 1304).
- Moses ben Isaac ibn Tibbon (XV secolo), discendente della famiglia, fu un copista che si stabilì sull'isola di Creta.

### Altri
- Abraham ibn Tibbon fu il traduttore della Economia di Aristotele in ebraico. Non si conosce la sua relazione con la famiglia, comunque probabile dati il cognome e la professione esercitata di traduttore.